# 奥利维耶·佩罗
奥利维耶·佩罗（法語：Olivier Perreau，1986年6月23日—），法国男子马术运动员，曾參加2023年欧洲马术障碍赛锦标赛。他联同西蒙·德莱斯特和朱利安·埃帕亚尔在2024年夏季奥林匹克运动会上获得团体场地障碍赛铜牌。